# Ben Westlund

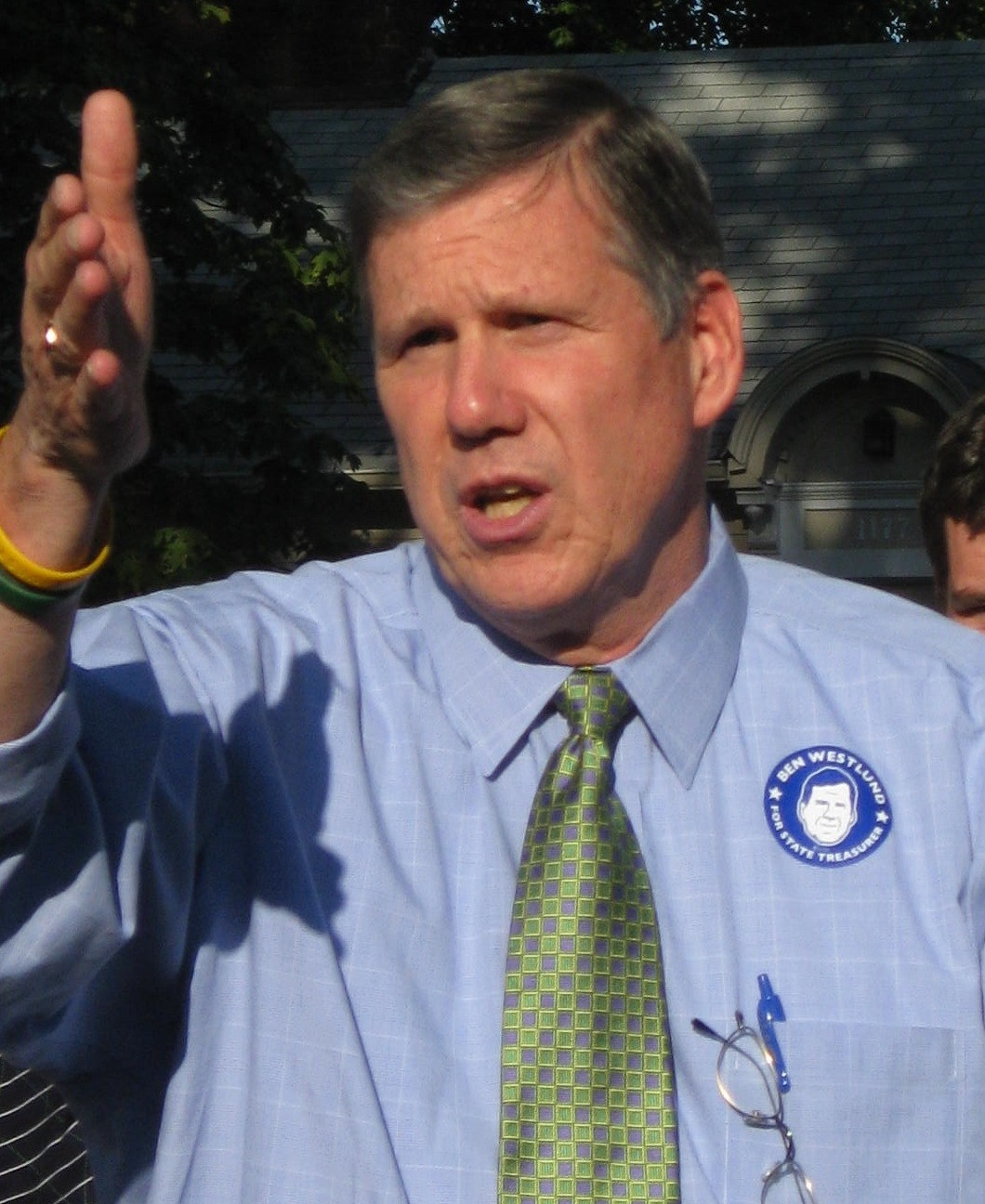
Ben Westlund

Ben Westlund (* 3. September 1949 in Long Beach, Kalifornien; † 7. März 2010 in Bend, Oregon) war ein US-amerikanischer Wirtschaftsanalytiker und Politiker. Er betrieb eine Ranch, war aber auch im Bergbau und in der Landwirtschaft tätig.

## Frühe Jahre
Ben Westlund wurde im Los Angeles County geboren. Über seine Jugendjahre ist nichts bekannt. Die Familie zog nach Oregon, als er noch ein Teenager war. Er graduierte dort 1967 an der Oregon Episcopal School. Danach machte er seinen Bachelor am Whitman College in Erziehungswissenschaften und Geschichte. Außerdem belegte er einige Studiengänge an der University of Oregon. 1974 zog er nach Central Oregon. Dort ließ er sich in der Nähe von Bend (Oregon) nieder, wo er mit seiner Ehefrau Libby und ihren zwei gemeinsamen Kindern, Sohn B.J. und Tochter Taylor, eine Ranch betrieb.
Westlund wurde 1982 wegen Trunkenheit am Steuer und Besitz von Kokain verhaftet. Dieses Ereignis führte dazu, dass er mit dem Trinken aufhörte. Später saß er zusammen mit dem Polizeibeamten, dem Republikaner John Minnis, welcher ihn damals verhaftete in der Oregon Legislative Assembly.

## Oregon Legislative Assembly
1996 gewann Westlund die Wahl als Republikaner für das Repräsentantenhaus von Oregon. Er wurde dreimal wiedergewählt. Während seiner Amtszeit wurde er 2001 zum Kovorsitzenden im Joint Ways and Means Committee ernannt. Außerdem setzte er sich erfolglos für die Einführung einer staatlichen Mehrwertsteuer ein, um den Haushalt im Falle eines Einnahmeausfalls auszugleichen. Im selben Jahr unterstützte er die Gesetzgebung zwecks Schaffung des Oregon Cultural Trusts. Als Folge davon kam er in Kritik, der neue Chef der neu geschaffenen Organisation werden zu wollen. Er diente im Vorstand des Oregon Cultural Trusts bis zu seiner Wahl zum State Treasurer von Oregon. Bei seiner letzten Kandidatur für das Repräsentantenhaus besiegte er die Demokratin Cylvia Hayes, eine Geschäftsfrau aus Bend, welche später Oregons First Lady während der dritten und vierten Amtszeit von Gouverneur John Kitzhaber war.
Westlund wurde 2003 in den Senat von Oregon berufen, um die Vakanz zu füllen, die durch den Rücktritt von Senator Bev Clarno entstand. Er gewann 2004 die Wahl für denselben Senatssitz. Dabei errang er vor der Wahl sogar die demokratische Nominierung und hatte daher auf dem Stimmzettel nur eine symbolische Opposition. Er vertrat den 27. Bezirk im Senat, welcher den größten Teil vom Deschutes County umfasste einschließlich der Stadt Bend. Während der Wahl von 2004 setzte sich Westlund für die Ballot Measure 36 ein, welche die gleichgeschlechtliche Ehe in Oregon verbot. Später erfuhr er, dass die Forschungsansätze von den Befürwortern der Measure 36, auf welche er vertraut hatte, durch die seriösen Forscher zurückgewiesen waren. Als Folge davon bat er die Forscher persönlich um Entschuldigung und drückte sein Bedauern aus, diese Maßnahme unterstützt zu haben. Danach unterstützte er einen Gesetzesvorschlag in der Legislative, welcher Eingetragene Partnerschaften erlaubte. Diese Bemühung wurde zum Teil durch die Opposition von dem Speaker of the House Karen Minnis vereitelt, der Ehefrau des Polizeibeamten, welcher Westlund 1982 verhaftete. Die Gesetzgebung betreffen Eingetragener Partnerschaften wurde später wieder belebt, 2007 durch die Legislative verabschiedet und trat 2008 in Kraft.
Westlund war ein Pro-Choice-Befürworter und unterstützte den Zugang zu der Pille danach. Während seiner Zeit in der Legislative hat er jedoch einige Beschränkungen auf Abtreibung unterstützt. 2003 unterstützte er das House Bill 2547 und 2005 das House Bill 2532. Beide Gesetzesvorlagen hätten jeweils eine 24-stündige Wartezeit für Frauen zur Folge, die eine Abtreibung durchführen wollten, und die Ärzte hätten den Patientinnen eine Erklärung über Abtreibung vorlesen müssen. Außerdem unterstützte Westlund 2005 das House Bill 2605, eine Gesetzesvorlage betreffend der Benachrichtigung der Eltern im Fall einer Abtreibung bei einer noch nicht volljährigen Tochter, und das House Bill 2020, welches das Strafrecht in Oregon betreffend Totschlag erweitert hätte, da der Begriff Mensch um die Einbeziehung des Fötus und des Embryos in jedem Stadium der Entwicklung erweitert wäre.

## Kandidatur für das Amt des Gouverneurs von Oregon
Am 14. Februar 2006 trat Westlund aus der Republikanischen Partei aus, registrierte sich als Unabhängiger und erklärte seine Kandidatur für das Amt des Gouverneurs von Oregon. Westlund konnte über 36.000 Unterschriften sammeln. Für die Wahlzulassung waren bis zum 29. August 2006 18.386 gültige Unterschriften notwendig. Trotz der erfüllten Wahlzulassung gab er am 10. August 2006 seine Kandidatur auf, da er bei der Wahl kein Spoiler sein wollte.

## State Treasurer von Oregon
Nach seinem Wechsel zu der Demokratischen Partei spekulierte man, dass Westlund gegen den republikanischen amtierenden US-Senator Gordon H. Smith antreten würde. Allerdings verkündete Westlund am 3. Oktober 2007 bei einer Pressekonferenz in Anwesenheit von Gouverneur Ted Kulongoski, dass er für den Posten des State Treasurers von Oregon kandidieren wird. Er gewann die demokratischen Vorwahlen und besiegte dann im November 2008 bei den Wahlen seinen gegnerischen Kandidaten Allen Alley. Seinen Amtseid legte Westlund am 5. Januar 2009 ab. Westlund war einer der ersten landesweiten Amtsinhaber, der durch die Independent Party of Oregon mit nominiert wurde.

## Gesundheitliche Probleme und Tod
Bei Westlund wurde 2003 ein Bronchialkarzinom diagnostiziert. Daraufhin unterzog er sich einer Operation, einer Strahlentherapie und einer Chemotherapie. Obwohl der Krebs für einige Zeit in Abklingen war, verstarb Westlund vor dem Ende seiner Amtszeit als State Treasurer von Oregon am 7. März 2010 an dessen Folgen.